# Cochiti-Staudamm
Der Cochiti-Staudamm ist eine Talsperre am Rio Grande im Sandoval County (New Mexico) ungefähr 80 km nördlich von Albuquerque, New Mexico in den USA. Er ist mit einem Bauwerksvolumen von 48.052.000 m³ (andere Quelle: 50,23 Mio. m³) einer der größten Dämme der Welt und in den USA unter den größten 10. Die Cochiti-Talsperre ist eine von vier Anlagen des United States Army Corps of Engineers zur Hochwasser- und Sedimentsteuerung im Flussgebiet des Rio Grande, zusammen mit den Talsperren Abiquiu Lake, Galisteo und Jemez Canyon.

## Nutzung

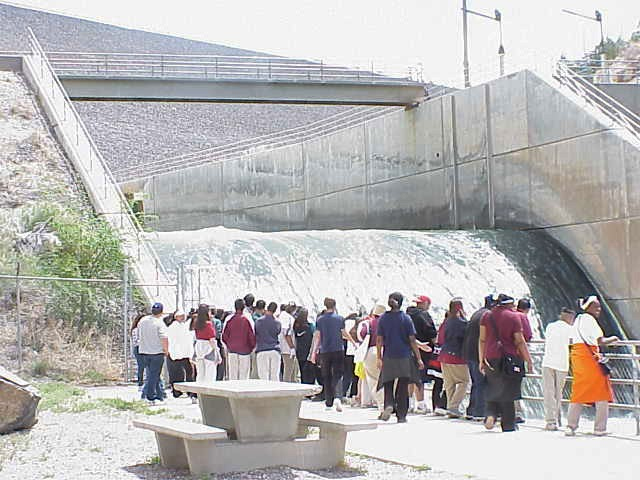
Abfluss an der Cochiti-Talsperre im Jahr 2002

Die Cochiti-Talsperre ist in erster Linie eine Hochwassersteuer-Einrichtung, die die Auswirkungen starker Regenfälle mildern soll. Der Damm und der Stausee haben als Nebennutzung Freizeiteinrichtungen und dienen der Ökologie. Die Entnahmeeinrichtungen können 418,8 m³/s abfließen lassen.:S. 78
Die Talsperre wird so betrieben, dass die Abgabe in dem Maße reguliert wird, wie das Unterwasser sicher vertragen kann. Die Hochwassersteuerung tritt in Kraft, wenn der Zufluss höher ist als die Leistungsfähigkeit des Unterlaufs. Das gespeicherte Hochwasser wird abgelassen, wenn der Unterlauf es erlaubt, in Übereinstimmung mit dem Public Law 86-645 und dem Rio Grande Compact.:S. 79

## Baugeschichte
Die Cochiti-Talsperre wurde durch ein Gesetz von 1960 für Baukosten von 94,4 Millionen US$ beschlossen.
Die Bauarbeiten begannen 1965, der Damm war 1975 fertig, aber der Aufstau des Sees begann schon 1973.:S. 35 Davor gab es archäologische Untersuchungen.
Der ansteigende Stauspiegel überflutete den Cochiti-Verteilerdamm, der vorher zur Bewässerung gebaut worden war.
Der Talsperrenbau wurde von den Cochiti-Pueblo-Indianern bekämpft, die bedeutende Ackerflächen verloren. Sie führten einen Prozess gegen das Army Corps of Engineers und gewannen ihn. Im Jahr 2001 entschuldigte sich das Army Corps of Engineers bei den Indianern öffentlich.

## Der Stausee "Cochiti Lake"
Der Cochiti-Stausee hat seit der Fertigstellung einen permanenten Stau zur Freizeiterholung von etwa 62 Millionen m³. Dazu kommt ein wechselnder Stau im Seitenarm des Santa Fe River. Jedes Jahr werden etwa 1,2 Mio. m³ Sedimente abgelagert.
Es gibt zwei öffentliche Freizeitgelände am Stausee, eines an der Westseite (Cochiti Recreation Area) und eines auf der Ostseite (Tetilla Peak Recreation Area). Andere Gebiete um den See herum gehören zum Cochiti-Indianerreservat und sind nicht öffentlich zugänglich. Es gibt ein Besucherzentrum.